# 太子湾公园
太子湾公园位于杭州西湖西南角，北临南山路和花港观鱼公园，南倚九曜山、南屏山，西接赤山埠。总面积80公顷，公园内种植有许多郁金香，是杭州著名的婚庆公园和郁金香展地。

## 简介
因此地曾是南宋皇室庄文、景献两位太子的攒园（暂时停棺的地方，也称攒所）而得名。
公园原为西湖疏浚淤泥的堆积场。1988年建园，当时巧妙地挖池筑坡使其地形高低起伏、错落有致，形成“自然拙朴”的特点。园内以西湖引水工程的一条明渠作主线，积水成潭、截流成瀑、环水成洲、跨水筑桥，形成了琵琵洲、翡翠园、逍遥坡、玉鹭池、颐乐苑、太极坪等多个清新景点。公园获得国家优秀公园设计一等奖。
春天时园内盛开绚丽多彩的郁金香、洋水仙、樱花，公园里有一年一度的郁金香花节，最佳赏花时节是每年的3月20日至4月10日。数十万株鲜花吸引许多游人观赏、留影。

## 图片
- 南山路与公园外
- 主入口
- 风车
- 河流
- 河水
- 小路
- 郁金香花季吸引众多游客观赏

## 交通
公园免费开放，可乘坐Y9、K4、K808、Y3、Y6、822/K822、Y7、J5、J9、315、K504公交，在苏堤站下车。